# Buchivacoa (khu tự quản)
Buchivacoa là một khu tự quản thuộc bang Falcón, Venezuela. Thủ phủ của khu tự quản Buchivacoa đóng tại Capatárida. Khự tự quản Buchivacoa có diện tích 2657 km2, dân số theo điều tra dân số ngày 21 tháng 10 năm 2001 là 20269 người.